# Chór vážskych muzikantov
Chór vážských muzikantů, známý také jako CHVM, je slovenská undergroundová skupina, která byla v 80. letech 20. století hlavní představitelkou trenčínské hudební scény. Skupina, která funguje téměř v nezměněné sestavě, ovlivnila alternativní skupiny jakými byly i Bez ladu a skladu. Navzdory svému alternativnímu charakteru má za sebou vystoupení na největších slovenských festivalech jako Bažant Pohoda nebo Hodokvas.

## 1980–1983
Skupina, původně nazvaná jako The We, vznikla v roce 1980. Za jejím vznikem stáli gymnaziální studenti, kteří si své první hudební pokusy nahrávali sami ve sklepě. Původní sestavu tvořili absolventi lidových škol Julo Berith (kytara, zpěv), Paľo Grman (klávesy), Rasťo Dobranský (baskytara), Ľuboš Dzúrik (bicí), Miro Puna (zpěv, generátor) a Robo Kútny (zpěv v angličtině).
Poté došlo k malým personálním změnám, přičemž první koncert, s Dzúrikem jako baskytaristou, Dobranským jako bubeníkem a novým členem Peterem Hevierem (trubka) absolvovala skupina v roce 1981, půl roku od svého vzniku. V té době už kapela vystupovala pod názvem Yellow Dodo and Co., později se přejmenovala na Weco. První koncert zaznamenal u publika pozitivní ohlasy, avšak kapela byla odpojena od elektrického proudu politickým pracovníkem Stanem Malinovským a následně obviněna z propagace fašismu. Událo se tak na základě převleků skupiny, která vystupovala v černých oblecích, úzkých kravatách, bílých ponožkách a tmavých brýlích. O pět let později takto vystoupila jiná undergroundová legenda, Bez ladu a skladu. Skupina byla nucena si očasně dát přestávku.
Změna nastala po odchodu členů na vysoké školy do Bratislavy. Zde se skupina, fungující už pod současným názvem, začala více formovat a hudebně vyhraňovat. V roce 1983 absolvovala koncert v sestavě obohacené o Ivana Drgoňa (klávesy, zpěv) a Romana Olžbuta (kytara, zpěv), přičemž z politických důvodů se na nahrávané kazety podepisovala přezdívkami. Skupině nebylo bráněno ve vystupování, pravidelným návštěvníkem koncertů však byla Státní bezpečnost.

## 1983–1985
Období let 1983-1985 bylo pro CHVM produktivním obdobím. Skupina se začala objevovat na koncertech Jazzové sekce spolu s Mikolášem Chadimou a i ve vysokoškolském klubu Primaf. V tomto období tvořilo koncertní repertoár skupiny až 25 skladeb, přičemž délka koncertů se pohybovala v rozmezí dvou až tří hodin. Docházelo k pití skupinou připraveného „alpského rízlingu“, o který se členové dělili s publikem. V roce 1985 se ve skupině objevily vlivy české hudební scény a přibyly nové hudební nástroje. Roman Olžbut začal hrát na saxofon, objevili se však i noví členové. Patřily mezi ně Marián Kulich (klarinet, housle), Roman Dzúrik (saxofon, housle), Dano Pašteka (saxofon, pila) a Janko Julény (pozoun).
V tomto období vznikaly skladby jako „Underground“, „TBC“ nebo „Zamilovala se“. Aktivní vystupování skupiny završil společný koncert kapel Chór vážskych muzikantov, Bez ladu a skladu a E, který zprostředkovala tehdejší manažerka skupiny E, Lenka Zogatová.